# Эрарий (казна)

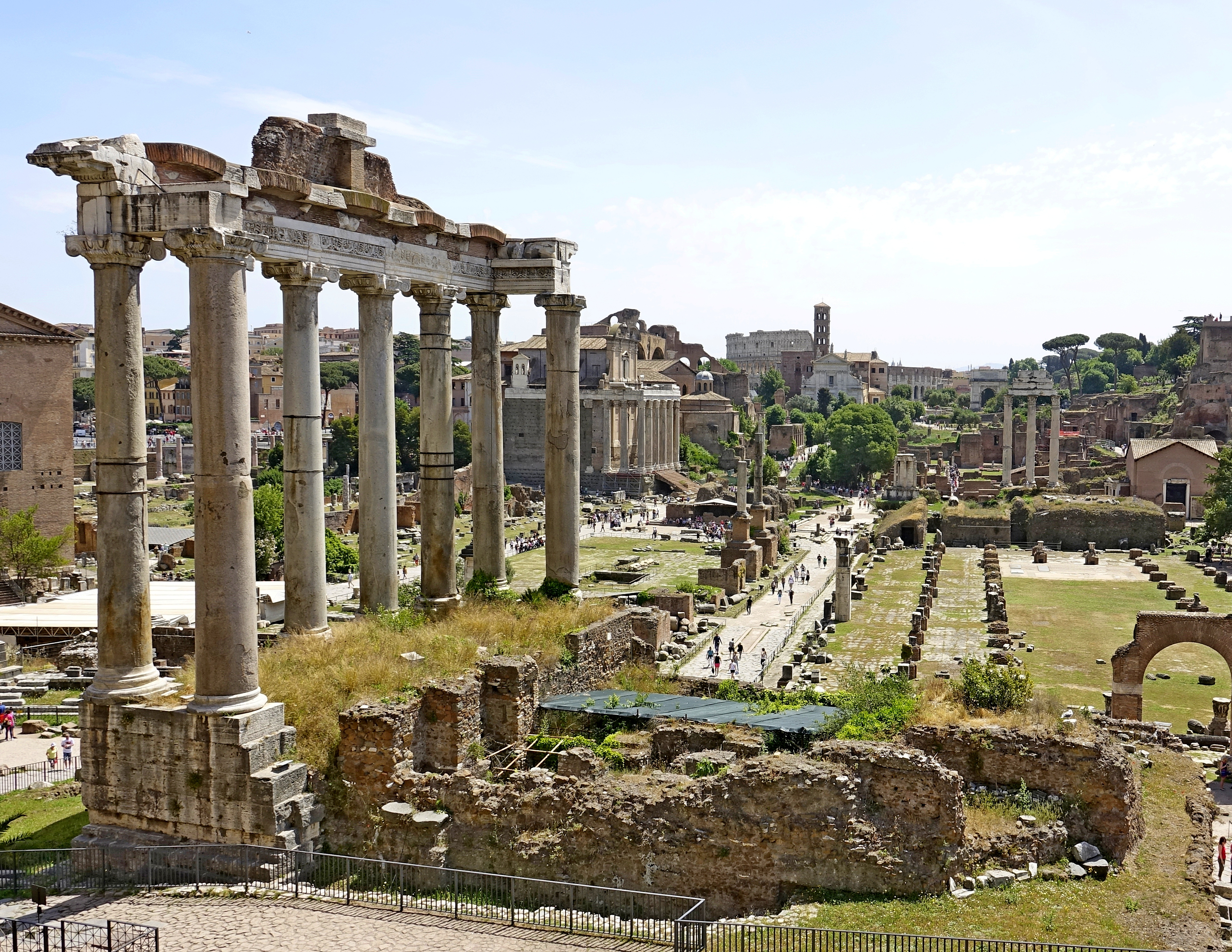
Руины Храма Сатурна, в котором располагался эрарий.

Эра́рий (лат. Aerarium populi Romani, от лат. aes: медь, бронза; монета, деньги; ценность; жалованье) — государственная казна и архив в Древнем Риме.
Эрарий располагался в Храме Сатурна, из-за чего часто назывался Эрарий Сатурна (лат. Aerarium Saturni). В эпоху Республики эрарий подчинялся сенату, и им управляли два квестора. При Октавиане Августе он был переподчинён императору и стал частично дублироваться императорским фиском, а его управление было доверено одному из преторов. При Нероне для управления эрарием была создана должность префекта эрария.
Главным назначением эрария были хранение государственных финансов (в золоте, серебре и меди) и текущие операции с ними. Также в эрарии хранились документы о государственных долгах и обязательствах, налоговые документы, договоры аренды, финансовая отчётность магистратов, описи полей, письменные клятвы, решения народных собраний и сенатус-консульты.